# Distretto municipale di Yilo Krobo
Il distretto municipale di Yilo Krobo (ufficialmente Yilo Krobo Municipal Assembly, in inglese) è un distretto della Regione Orientale del Ghana.